# Mont Tanéka
Le mont Tanéka est une montagne du Bénin. Situé à 654 mètres d'altitude, il s'agit du deuxième plus haut sommet du pays, après le mont Sokbaro. Il figure dans la liste des aires protégées du Bénin. L'Ouémé y prend sa source.